# Hôtel de Tenremonde
L’hôtel de Tenremonde est un ancien hôtel particulier situé 18 rue Jean-Moulin (ancienne rue du Marais) à Lille, dans le département du Nord.

## Histoire
Erigé à la fin du XVIIe siècle par Louis François de Tenremonde, l'hôtel est remanié à la fin du XVIIIe siècle en style classique français. Converti en hôtel des Postes au XIXe siècle, il accueille ensuite une école ménagère. C'est aujourd'hui le siège d'une société d'architecture, l'agence Pierre-Louis Carlier.

## Architecture
Le bâtiment principal date de la fin du XVIIe siècle tandis que son mur de clôture sur rue percé d'un portail au tympan sculpté d'une corbeille de fleurs est typique du style français de la fin du siècle suivant.
Ce bâtiment et son portail font l’objet d’une inscription au titre des monuments historiques depuis le 10 septembre 1990.

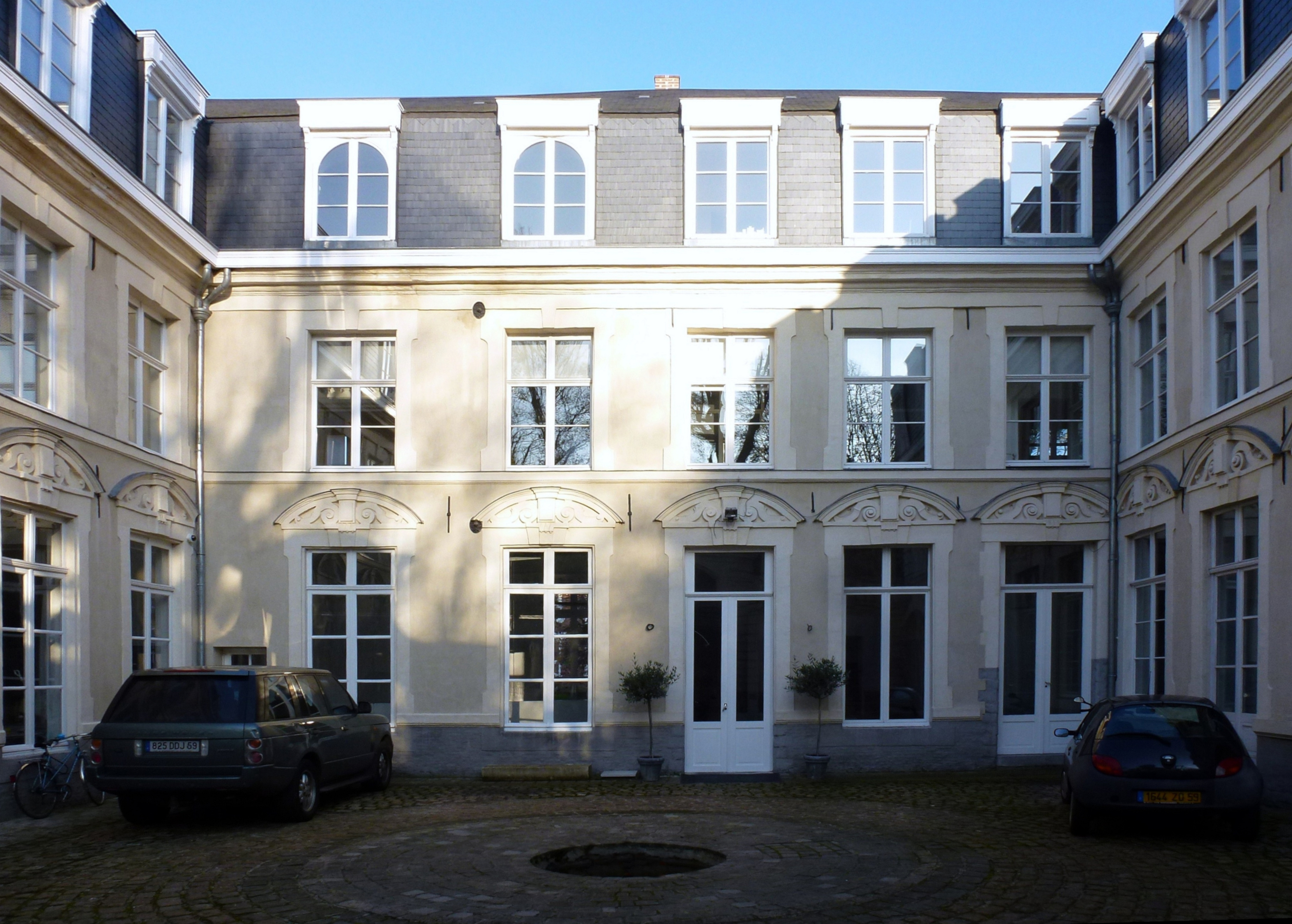
Cour de l'Hôtel de Tenremonde
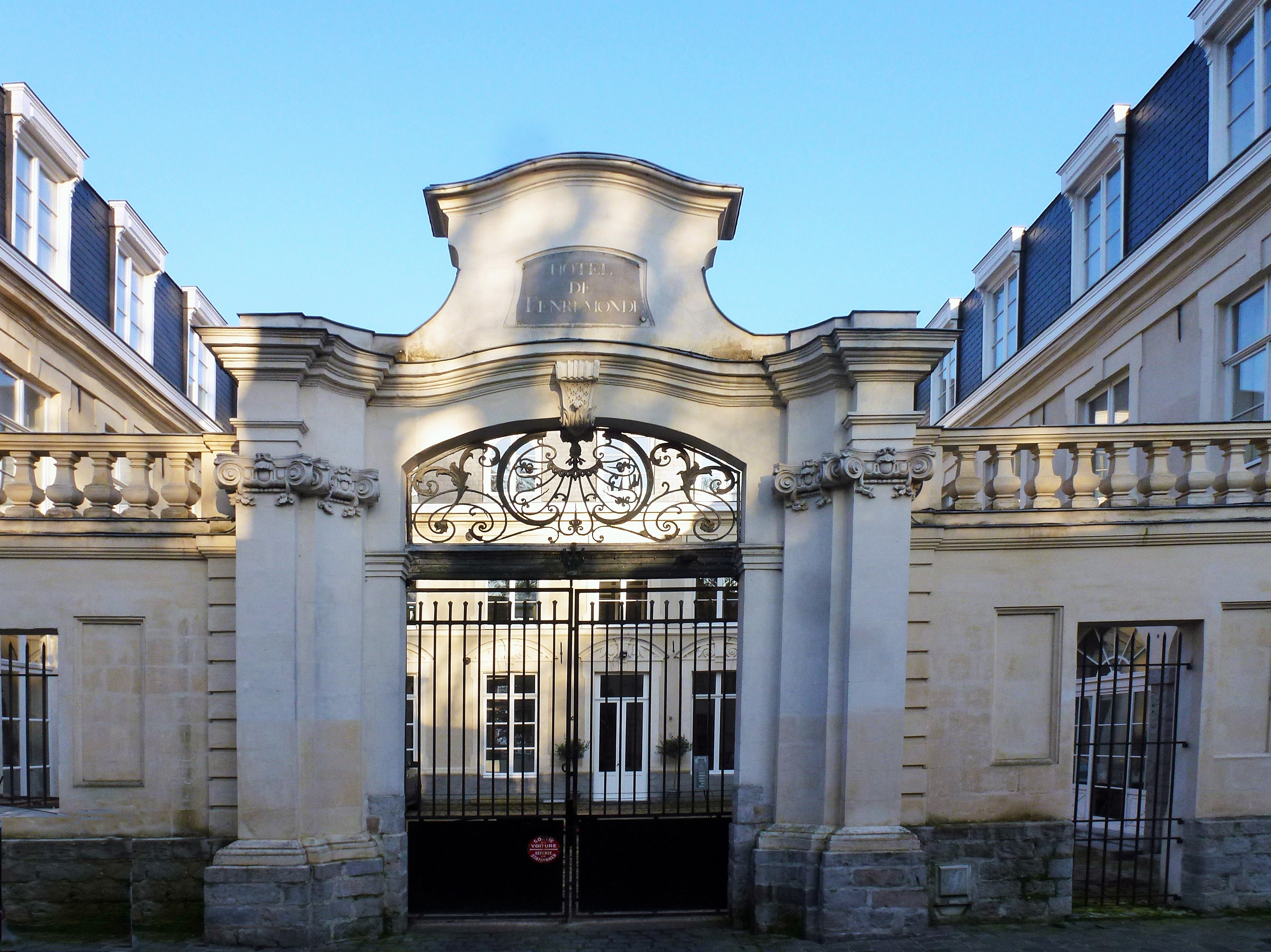
Porche de l'Hôtel de Tenremonde